# Deborah Evelyn
Deborah Sochaczewski Evelyn de Carvalho (Río de Janeiro, Brasil, 12 de marzo de 1966) es una actriz brasileña.

## Biografía
Deborah debutó en la televisión a los 17 años, en miniseries Moinhos do Vento, bajo la dirección de Walter Avancini.
Entre sus trabajos en televisión se pueden destacar la romántica Ruth de Vida Nova (1988/1989) y Lenita Penteado de A Gata Comeu (1985), la ingenua Raquel de Hipertensão (1986), la amarga Basília de la miniserie A Muralha y la neurótica Beatriz Vasconcelos Amorim en Celebridade (2003/2004), de Gilberto Braga. En 2006, representada Salomé en la miniserie JK.
Además de la TV, que también actúa en el teatro y el cine, después de haber participado en Mulheres do Brasil y O Maior Amor do Mundo y partes de O Banquete y Deus da Carnificina este último en la pantalla del Brasil).
Vivió su primer antagonista en la novela, Judith in Acuarela del Amor. En 2011 jugó Eunice en Insensato corazón, la "novela de las nueve" de Gilberto Braga y Ricardo Linhares. En 2013 fue arrojado a vivir la misteriosa Irene Fiori en la novela de las siete Sangue Bom, de Maria Adelaide Amaral y Vincent Villari.
En 2015 Evelyn fue elegida para vivir Inês en Babilônia, pero la dirección de la TV Globo decidió que integrara el elenco de la novela siguiente de João Emanuel Carneiro.

## Vida personal
Ella estaba casada con el director de televisión Dennis Carvalho, con quien tuvo su única hija Luiza, que se separaron a finales de 2012. Y sobrina de la actriz Renata Sorrah. Deborah es también la hermana del actor Carlos Evelyn.
El 26 de abril de 2014, Deborah se casa con el arquitecto alemán Detlev Schneider.

## Filmografía

### Trabajos en la televisión
- 1983 - Moinhos do Vento .... Tereza
- 1984 - Meu Destino é Pecar .... Arlete / Netinha
- 1985 - A Gata Comeu .... Lenita Penteado
- 1986 - Selva de cemento .... Flávia Moreno
- 1986 - Hipertensão .... Raquel
- 1987 - Mandala .... Vera (joven)
- 1988 - Bebê a Bordo .... Fânia
- 1988 - Vida Nova .... Ruth
- 1990 - Desejo .... Alcmena
- 1990 - Mico Preto .... Marisa Menezes Garcia
- 1992 - Você Decide .... O Golpe
- 1992 - Anos Rebeldes .... Sandra
- 1993 - Fera Ferida .... Zigfrida Pestana Weber (Frida)
- 1994 - Pátria Minha .... Bárbara
- 1995 - Explode Coração .... Yone
- 1996 - Você Decide .... Em Nome do Padre
- 1996 - Você Decide .... Bala Perdida
- 1997 - Você Decide .... A Farsa
- 1998 - Você Decide .... Laura
- 1998 - Labirinto .... Cibele de Almeida Meireles
- 1999 - Você Decide .... O Califa de Caruaru
- 1999 - Terra Nostra .... Angelina
- 2000 - A Muralha .... Basília Olinto Góes
- 2001 - Um Anjo Caiu do Céu .... Virgínia Medeiros
- 2002 - Deseos de mujer .... Fernanda Monteiro Maia
- 2002 - O Beijo do Vampiro .... Laura
- 2003 - Celebridad .... Beatriz Vasconcellos Amorim
- 2004 - Sob Nova direção .... Vera
- 2004 - Começãr de Novo .... Dora
- 2004 - Histórias de Cama & Mesa .... Vânia
- 2006 - JK .... Salomé
- 2006 - Páginas de la Vida .... Anna Maria Saraiva
- 2007 - Deseo prohibido .... Madalena Borges Mendonça
- 2008 - Casos e Acasos .... Glória
- 2009 - Acuarela del amor .... Judith Silveira Lontra
- 2011 - Insensato corazón .... Eunice Alencar Machado
- 2013 - Laberintos del corazón .... Irene Fiori
- 2015 - Reglas del juego .... Kiki Stewart
- 2017 - TOC's de Dalila .... Solange Diniz Alcântara
- 2017 - Tempo de Amar .... Alzira Torres da Fontoura
- 2019 -  Dulce ambición .... Lyris Mantovani Aguiar

### Cine
- 1988 - Mistério no Colégio Brasil .... Ludmilla
- 1994 - Lamarca .... Marina
- 2001 - A Partilha .... Ella mesma
- 2006 - Mulheres do Brasil .... Rita
- 2006 - O Maior Amor do Mundo .... Carolina
- 2017 - Diminuta .... Júlia

## Teatro
- 1991 - Phaedra
- 1996 - O Mercador de Veneza
- 1998 - Uiva e Vocifera
- 1998–99 - As Três Irmãs .... Macha
- 2005–06 - Baque .... Su
- 2008 - O Jardim das Cerejeiras .... Liubov Andreievna
- 2011–13 - Deus da Carnificina .... Verônica
- 2015 - Hora Amarela .... Ellen
- 2017 - Fluxorama .... Amanda
- 2017 - Estranhos.com .... Olivia
- 2018 - Mordidas